# ریوجی سایتو
ریوجی سایتو (انگلیسی: Ryuji Saito؛ زادهٔ ۱۲ مارس ۱۹۹۳) بازیکن فوتبال اهل ژاپن است.